# Robert Cabana
Robert Donald Cabana (ur. 23 stycznia 1949 w Minneapolis) – pułkownik United States Marine Corps, pilot testowy, astronauta, weteran czterech lotów wahadłowców kosmicznych. W latach 2007–2008 był dyrektorem John C. Stennis Space Center. W 2008 objął stanowisko dyrektora Centrum Kosmicznego imienia Johna F. Kennedy’ego.

## Odznaczenia i nagrody
- Medal Departamentu Obrony za Wybitną Służbę
- Medal Departamentu Obrony za Wzorową Służbę
- Legia Zasługi
- Zaszczytny Krzyż Lotniczy
- Medal Departamentu Obrony za Chwalebną Służbę
- Medal za Chwalebną Służbę
- National Intelligence Medal of Achievement
- NASA Distinguished Service Medal – dwukrotnie
- NASA Outstanding Leadership Medal – dwukrotnie
- NASA Exceptional Service Medal – dwukrotnie
- NASA Space Flight Medal – czterokrotnie
- National Defense Service Medal
- Daughters of the American Revolution Award (1976)
- Nagroda „Wybitny Absolwent United States Naval Test Pilot School”
- Medal De la Vaulx Międzynarodowej Federacji Lotniczej (1994)
- Wprowadzenie do Panteonu Sławy Astronautów Stanów Zjednoczonych (2008)
- Universal Astronaut Insignia za lot orbitalny (nr 230) – Stowarzyszenie Uczestników Lotów Kosmicznych (Association of Space Explorers(inne języki))[3]

## Wykaz lotów[2]
| Loty kosmiczne, w których uczestniczył Robert Donald Cabana   | Loty kosmiczne, w których uczestniczył Robert Donald Cabana | Loty kosmiczne, w których uczestniczył Robert Donald Cabana | Loty kosmiczne, w których uczestniczył Robert Donald Cabana | Loty kosmiczne, w których uczestniczył Robert Donald Cabana | Loty kosmiczne, w których uczestniczył Robert Donald Cabana | Loty kosmiczne, w których uczestniczył Robert Donald Cabana |
| Nr                                                            | Data startu                                                 | Data lądowania                                              | Statek kosmiczny                                            | Funkcja                                                     | Czas trwania                                                |                                                             |
| ------------------------------------------------------------- | ----------------------------------------------------------- | ----------------------------------------------------------- | ----------------------------------------------------------- | ----------------------------------------------------------- | ----------------------------------------------------------- | ----------------------------------------------------------- |
| 1                                                             | 6 października 1990                                         | 10 października 1990                                        | STS-41 Discovery                                            | Pilot wahadłowca                                            | 4 dni 2 godziny 10 minut                                    |                                                             |
| 2                                                             | 2 grudnia 1992                                              | 9 grudnia 1992                                              | STS-53 Discovery                                            | Pilot wahadłowca                                            | 7 dni 7 godzin 19 minut                                     |                                                             |
| 3                                                             | 8 lipca 1994                                                | 23 lipca 1994                                               | STS-65 Columbia                                             | Dowódca misji                                               | 14 dni 17 godzin 55 minut                                   |                                                             |
| 4                                                             | 4 grudnia 1998                                              | 15 grudnia 1998                                             | STS-88 Endeavour                                            | Dowódca misji                                               | 11 dni 19 godzin 18 minut                                   |                                                             |
| Łączny czas spędzony w kosmosie — 37 dni 22 godziny 42 minuty |                                                             |                                                             |                                                             |                                                             |                                                             |                                                             |